# 囚牛

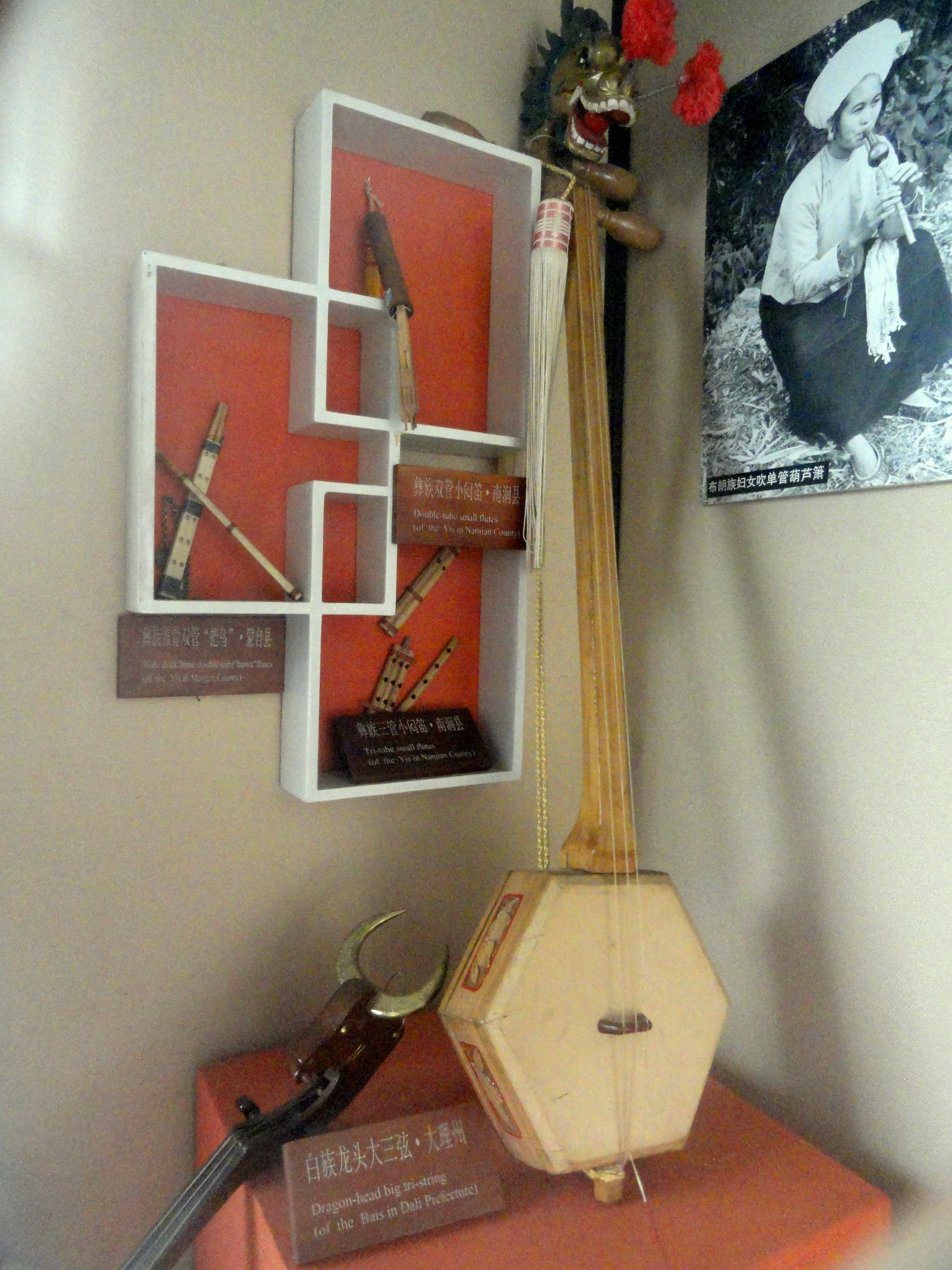
囚牛の琴頭

囚牛（しゅうぎゅう）は、李東陽が著した『懐麓堂集』の説による竜生九子の一つ。姿は黄色い小さな龍の角と鱗を持つ。
音楽を好み、琴や鼓の飾りになっている。イー族の月琴、ペー族（白族：雲南省）の琴、他チベット系民族のいくつか楽器で見られる。